# Textilveredelung
Die Textilveredelung ist ein Bereich der Textiltechnik. Sie schließt sich an die Textilerzeugung an und ist mit dieser verfahrenstechnisch in der Praxis vielfach verwoben. Zum großen Teil nutzt sie Verfahren aus der Chemie (Textilchemikalien), jedoch kommen auch rein mechanische und kombinierte zum Einsatz, oft zusammen mit thermischen.

## Abgrenzung
Es sind vor allem Prozesse, die zwischen der Herstellung und der Weiterverarbeitung des Textils angesiedelt sind. Die veredelnden Verfahren beeinflussen fast ausnahmslos Textilien auf der Faserebene, also mikroskopisch und darunter, allerdings mit makroskopisch erkennbaren Folgen.

## Zweck
Ziel der Textilveredelung ist die Vollendung des Produktionszyklus von Textilien unterschiedlichster Aufmachungsformen (z. B. Kammzug, Strang, Spule), um die geforderten technologischen und chemischen Eigenschaften ihres späteren Einsatzzweckes möglichst gut zu erfüllen.

## Anwendung und Verfahren
Veredlungsprozesse können in allen Aufmachungsformen:
- bei Fasern und Fäden (Garnen oder Zwirnen),
- textilen Flächengebilden (Webwaren, Maschenwaren, Vliesstoffen, Filzen),
- Mischwaren
- oder an konfektionierten Artikeln

erfolgen. Dementsprechend ist die Auswahl geeigneter Textilmaschinen und Anlagen notwendig.
Textilien sind extrem vielfältig, man vergleiche nur Babybekleidung, Planen und Markisen, Brandschutzdecken, klinische Verbandstoffe, Teppiche und Bodenbeläge, Schiffstaue, Bettwäsche usw. miteinander.
Aufgrund der Vielfalt möglicher Anwendungen der Textilien sind die individuellen Ziele und Verfahren der Veredelung höchst unterschiedlich und erfordern deshalb die substrat- und artikelabhängige Kombination vielfältiger Prozesse, die in den einzelnen Stufen der Textilerzeugung, zum Teil wiederholt, angewandt werden.
Der Produktionsschritt Textilveredelung umfasst auch die Qualitätskontrolle und Einteilung der Rohware. Als letzter Verfahrensschritt der Textilveredlung (Ausrüstung) erfolgt die Qualitätskontrolle (Warenschau) und die Aufmachung der meist bahnenförmigen Textilien in versandfertige Stücke. (Rollen, doublierte Wickel etc.).
Allgemein kann die Textilveredelung in folgende Verfahrensschritte eingeteilt werden:
1. Vorbehandlungen wie
  - Kontrolle der Rohwarenqualität
  - Schreddern
  - Kämmen
  - Entschlichten
  - Bleichen
  - Waschen
  - Spannen
  - Mercerisieren
  - Kalandern
  - Krumpfen
  - Beizen
  - Gaufrieren
  - Dämpfen
  - Bügeln
2. Farbgebende Prozesse
  - Färben
  - Drucken
3. Ausrüstung durch Textilausrüster, dazu gehören:
  - Imprägnierung
  - Knitterfreiausrüstung
  - Weichgriffausrüstung
  - Flammhemmende Ausrüstung
  - Geruchsausrüstung
  - Antischmutzausrüstungen (Oliphobierung)
  - Biozide Ausrüstung (etwa zum Schutz gegen Pilze, Motten, Bakterien)
4. Beschichtung
5. Endkontrolle, Warenschau

Diese erfolgen grundsätzlich nacheinander, wobei abhängig von Substrat, Artikel und/oder gewünschtem Effekt Vorbehandlungs- und Färbeprozesse – selten auch Färbe- und Ausrüstungsprozesse – in einem Prozessschritt zusammengefasst werden können. Eine Aneinanderreihung unterschiedlicher Prozessschritte bzw. die Wiederholung einer bereits ausgeführten Behandlungen mit abweichenden Parametern ist dabei eher die Regel als die Ausnahme.

## Ausbildung
Neben der Lehre zum Textilveredler gibt es Studiengänge zur Textilchemie an der Hochschule Niederrhein und der Hochschule Hof / Münchberg sowie an der Universität Stuttgart, Außenstelle Denkendorf.
Fortbildungen und Kongresse werden durch den Verein Deutscher Textilveredlungsfachleute e. V. (VDTF) veranstaltet.

## Randgebiete
Einige der Veredelungsprozesse werden in gleicher oder veränderter Form auch für nicht textile Bahn- oder Rollenware eingesetzt, zum Beispiel das Gaufrieren, Färben und Bleichen bei Papier und Leder oder das Kalandrieren und Bedrucken bei Papier und Kunststoffen, und so weiter.